# برباره باخ
برباره باخ (بالإنجليزية: Barbara Bach)‏ اسمها الحقيقي برباره غولدباخ (بالإنجليزية: Barbara Goldbach)‏ وهي ممثلة وعارضة أزياء أمريكية ولدت في يوم 27 أغسطس 1947 في كوينز في نيويورك في الولايات المتحدة، مثلت في فلم الجاسوس الذي أحبني الذي هو جزء من أفلام جيمس بوند في سنة 1977 و فلم Force 10 from Navarone في سنة 1978 مع هاريسون فورد وروبرت شاو، وهي متزوجة من عضو فرقة البيتلز رينغو ستار وينحدر أصلها من يهود رومانيا.

## روابط خارجية
- برباره باخ على موقع IMDb (الإنجليزية)
- برباره باخ على موقع روتن توميتوز (الإنجليزية)
- برباره باخ على موقع ألو سيني (الفرنسية)
- برباره باخ على موقع ميوزك برينز (الإنجليزية)
- برباره باخ على موقع أول موفي (الإنجليزية)
- برباره باخ على موقع قاعدة بيانات الأفلام السويدية (السويدية)
- برباره باخ على موقع إن إن دي بي (الإنجليزية)
- برباره باخ على موقع قاعدة بيانات الفيلم (الإنجليزية)
- برباره باخ على موقع كينوبويسك (الروسية)